# Baron Borwick
Baron Borwick, of Hawkshead in the County of Lancaster, ist ein erblicher britischer Adelstitel in der Peerage of the United Kingdom.

## Verleihung und nachgeordnete Titel
Der Titel wurde am 20. Juli 1922 für den Unternehmer Sir Robert Borwick, 1. Baronet, geschaffen.
Er war bereits am 1. Juli 1916 in der Baronetage of the United Kingdom zum Baronet, of Eden Lacy in the Parish of Lazonby in the County of Cumberland, erhoben worden.
Heutiger Titelinhaber ist sein Nachfahre James Borwick als 5. Baron.

## Liste der Barone Borwick (1957)
- Robert Borwick, 1. Baron Borwick (1845–1936)
- George Borwick, 2. Baron Borwick (1880–1941)
- Robert Borwick, 3. Baron Borwick (1886–1961)
- James Borwick, 4. Baron Borwick (1917–2007)
- James Borwick, 5. Baron Borwick (* 1955)

Titelerbe (Heir apparent) ist der Sohn des aktuellen Titelinhabers Hon. Edwin Borwick (* 1984).